# Doris Gercke
Doris Gercke, född 7 februari 1937 i Greifswald, Mecklenburg-Vorpommern, död 25 juli 2025 i Hamburg, var en tysk författare. Hon skrev en rad kriminalromaner med privatdetektiven Bella Block som huvudperson. Böckerna utgår från Hamburg men utspelar sig ofta även på andra platser runt om i Europa.